# نشر کتاب چ
نشر کتاب چ ( نشر کودک و نوجوان نشر چشمه) مؤسسه انتشاراتی در ایران است که عمدتاً در حوزه ادبیات و کتاب‌های کودک و نوجوان و فعالیت می‌کند. آثار متعددی از این ناشر در رقابت‌های کتاب در ایران برگزیده و تقدیر شده است. و آثاری از نویسندگانی شناخته‌شده‌ای مانند فرهاد حسن‌زاده، پروین علی‌پور، فرمهر منجزی، نسیم مرعشی، محمد طلوعی، نادر همایون تکمیل، رضی هیرمندی، سیدعلی کاشفی خوانساری و … را منتشر کرده است.

## معرفی
نشر کتاب چ فعالیت‌اش را از سال ۱۳۹۷ آغاز کرده است؛ عمده کتاب‌های این نشر بر اساس تفکیک‌بندی‌های گروه سنی انجام شده است. بر اساس گزارش بانک اطلاعات خانه کتاب و ادبیات تا سال ۱۴۰۳ مجموعاً ۳۸۵ اثر در این نشر چاپ و تجدید چاپ شده است.

## کتاب‌ها
آثار متعددی از این نشر در رسانه‌ها بازتاب داشته است؛ که در ادامه به برخی از آن‌ها اشاره می‌شود.
- بنگ! بنگ! بنگ! اثر فرهاد حسن‌زاده با تصویرگری پروین حیدری‌زاده[۱۰]
- کتاب‌های تصویری داستان‌های زیر آب نوشتهٔ روت گالووی ترجمه علی مولوی[۱۱]
- هستی ایزدان و نیستی دیوان جلد دوم مجموعه تاریخ اساطیری ایران به قلم مهرک‌علی صابونچی با تصویرگری آرزو یاغلی[۱۲]
- پسری که با اژدها پرواز می‌کرد به نویسندگی اَندی شِپِرد با تصویرگری سارا اوگیلوی و ترجمه لیلا حسین‌رشیدی[۱۳]
- دروغ نوشته کاره سانتوس، ترجمه سارا یوسفی[۱۴]
- درسا و کلاس سوم پیتزایی از مجموعه دوجلدی درسا نوشته نسیم مرعشی با تصویرگری سیدمهدی فاطمی‌نسب[۱۵]
- برادر خوانده نوشته کنیث اُپل با ترجمه سیمین زرگران[۱۶]
- با بچه‌ها که کسی حرف نمی‌زند نوشته کی‌رستن بویه ترجمه کتایون سلطانی[۱۷]
- پسری به نام امید نوشته لارا ویلیامسون ترجمه بیتا ابراهیمی[۱۸]
- قصه‌های عهد قجر نوشته سیدعلی کاشفی خوانساری[۱۹]
- تابستان رؤیایی جولیان نوشته آن کامرون تصویرگری دورا لدر ترجمه فرمهر منجزی[۲۰]
- پسر عزیزم، تو اخراجی نوشته جودی سی‌یرا آی فبرا با ترجمه مینا کریمیان[۲۱]

## دست‌آوردها
کتاب‌هایی از این نشر در ادوار مختلف، در رقابت‌های کتاب ایران برگزیده و تقدیر یا نامزد شده‌اند.
- راه‌یافته به فهرست کلاغ سفید؛ کتاب‌خانه بین‌المللی مونیخ با کتاب برد نوروزی، نوشته حدیث لزر غلامی، تصویرگر محبوبه یزدانی[۲۲]
- راه‌یافته به فهرست کلاغ سفید؛ کتاب‌خانه بین‌المللی مونیخ با کتاب نه مثل هر روز نوشته فرهاد حسن‌زاده، تصویرگر هاله قربانی[۲۳][۲۴]
- نامزد اولین‌دوره نشان لاک‌پشت پرنده برای کتاب آرزوهای کوچک اثر کارن هس ترجمه پروین علی‌پور[۲۵][۳]
- نامزد اولین‌دوره نشان لاک‌پشت پرنده برای کتاب دردسرساز نوشتهٔ بن میکائلسن و ترجمهٔ پروین علی پور[۲۵][۳]
- نامزد پانزدهمین جشنواره کتاب کودک و نوجوان برای کتاب دردسرساز نوشتهٔ بن میکائلسن و ترجمهٔ پروین علی پور[۲۶]
- برنده نشان نقره‌ای نهمین دوره لاک پشت پرنده برای کتاب اعترافات یک دوست خیالی نوشته میشل کیو واس با ترجمه زهرا چوپانکاره[۲۷]
- تقدیر شده شورای کتاب کودک در سال ۱۴۰۰ برای کتاب فیل اثر پیتر کارناواس ترجمه حشمت  میرعابدینی[۲۸]
- برگزیده شورای کتاب کودک در سال ۱۳۹۷ برای کتاب کتاب دشمن نوشته دیوید کالی و ترجمه رضی هیرمندی[۲۹]
- نامزد جایزه مهدی آذریزدی سال ۱۴۰۰ برای مجموعه یک قصه و دو قصه؛ یک گرگ و سه بزغاله، حسنی و ننه حسنی، دویست و بیست و چهار سیب برای عروسی نوشته معصومه یزدانی[۳۰]
- راه‌یافته به فهرست چهل‌وچهارم لاک پشت پرنده با کتاب برادرخوانده به قلم کنیث اوپل با ترجمه سیمین زرگران[۳۱]
- راه‌یافته به فهرست چهل‌وچهارم لاک پشت پرنده با کتاب آز نوشته محمد طلوعی[۳۲]